# Selenidera reinwardtii
El tucanete de Reinwardt (Selenidera reinwardtii),también denominado tucancito de pico rojo; pichilingo aserrador (en Colombia), tucancillo de collar dorado (en Perú) o tucancillo collaridorado (en Ecuador)  es una especie de ave piciforme de la familia Ramphastidae. Es nativo de la cuenca amazónica occidental en América del Sur.

## Distribución
La subespecie nominal se distribuye en el sureste de Colombia (a lo largo de la frontera con Brasil) hasta el este de Ecuador y noreste de Perú; y la subespecie langsdorffii en el oriente tropical de Perú hasta el noroeste de Bolivia y oeste de la Amazonia brasileña.

## Taxonomía

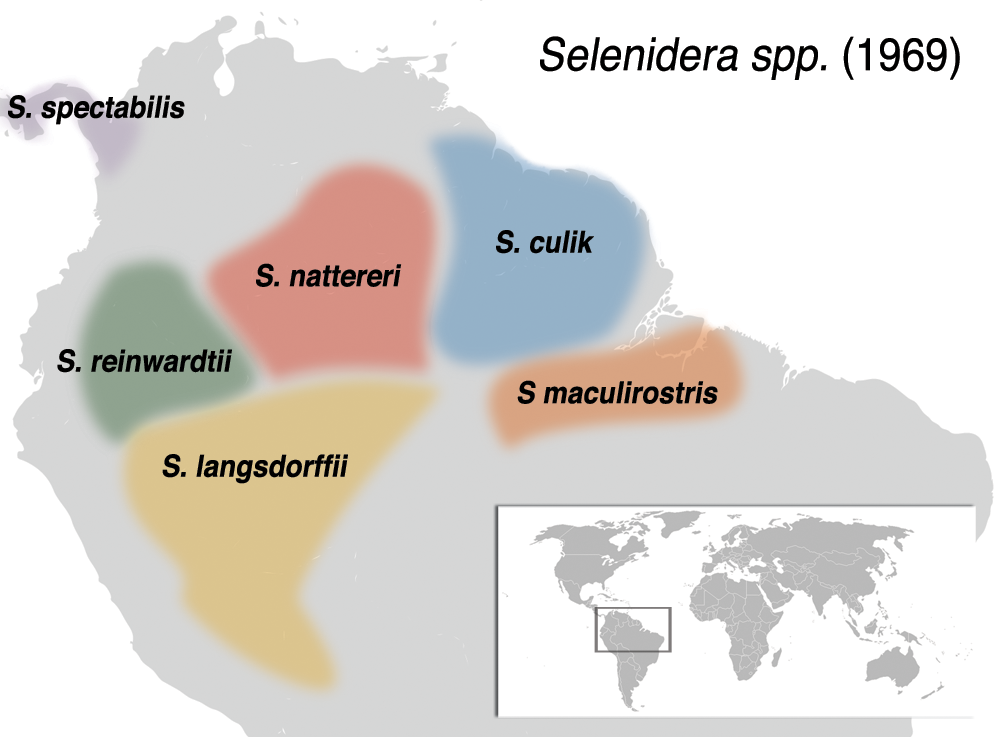
Distribución de las seis especies de Selenidera en 1969

Incluye la subespecie S. r. langsdorffii, que antes era considerada una especie separada. El pico de la subespecie nominal tiene una amplia punta de color negro y el pico marrón rojizo, mientras que S. r. langsdorffii tiene la punta igual, pero el pico de color gris azulado. El plumaje de las dos subespecies es muy similar al de Selenidera maculirostris, Selenidera nattereri y Selenidera gouldii. Mide de 30,5 a 35 cm de longitud y pesa de 129 a 200 gramos.